# 夢の扉+
『夢の扉+』（ゆめのとびら プラス）は、2011年4月10日から2016年3月27日までTBS系列で放送されたドキュメンタリー番組。全241回。

## 概要
本番組は『夢の扉 〜NEXT DOOR〜』の続編にあたり、「日本を覆う閉塞感を打ち破ろうと頑張り、熱い志と深いビジョンで社会を切り開こうとする者たちを、TBSテレビ報道局がJNNネットワークを駆使し、全世界に広がる取材網と制作力を活用して挑み、創り上げようとする新しい形のドキュメンタリー番組」。音声モードは前作までモノラル放送（モノステレオ放送）であったが、本番組ではBS-TBSでも放送するためステレオ放送となった（なお、BS-TBSでは2015年3月で放送終了）。
本編の開始時刻は、前作では18:31だったが、本番組では18:30に変更となった。
2012年7月1日には、ナレーターを務める3人（後述）が出演し、本番組で取り上げたドキュメントをモデルとしたドラマ『NTTドコモ 20周年スペシャルドラマ 夢の扉 特別編「20年後の君へ」』が放送された。
ちなみに番組内のナレーションでは、その回で取り上げる人物に対しては敬称略で紹介する。
2015年2月22日には、『THE世界遺産』との特別コラボで1時間スペシャルを放送。当然ながら、この回は2番組のコラボであるため、ソニーとドコモの2社提供となった。
2016年4月から、同年3月までの後続番組である『この差って何ですか?』が30分繰り上げ・29分拡大となり、18:30 - 19:56での放送となることに伴い、同年3月で終了することに発表され、『夢の扉+』としては5年間、『夢の扉 〜NEXT DOOR〜』も含めると12年間の歴史に幕を閉じた。また2000年4月開始の『ニッセイワールドドキュメント 未来の瞳』以来16年続いたTBS日曜18時台後半枠のドキュメンタリー路線も終了となった。
2016年10月、当番組の志をBS-TBSに引き継ぎ、新番組『夢の鍵』(毎週土曜日17:30～18:00)としてスタートする。

## スポンサー
番組開始から2015年7月5日までは前番組『夢の扉 〜NEXT DOOR〜』から引き続きNTTドコモの一社提供番組であり、正式タイトルは「NTT docomo PRESENTS 夢の扉 〜NEXT DOOR〜+」（ドコモプレゼンツ ゆめのとびら ネクストドア プラス）であった。
2015年7月12日放送分からはスポンサーがNTTグループの単独提供となったが、番組開始時のフォーマット等は変わっていない。

## ナレーション
3人が週替わりでナレーションを担当する。なお最終回では3人全員で担当していた。
- 中井貴一
- 坂口憲二
- 向井理

※番組の宣伝は小坂由里子が毎週担当した。

## テーマソング
- 「やさしい雨」（小田和正）

## 放送局・放送時間
- TBS他 JNN系列局全局：日曜 18:30 - 19:00
- BS-TBS：木曜 23:00 - 23:30 （4日遅れ）※BS-TBSでは2015年3月26日で放送終了。
- TBSニュースバード：土曜 21:00 - 21:30 （6日遅れ）

## スタッフ
- 構成：日野原幼紀 / 柴崎明久、上野耕平、むらこし豪昭
- TM：古閑敏真
- カメラ：神戸孝之、宮崎剛、藤田和也、浅見茂樹、松原由華、加藤和彦、菊島政之
- 音声：前川祐介、加藤和彦、三宅弘記、浅見茂樹
- 照明：森山剛伸
- 編集：加耶原淳成、大木綾子、目見田健、岡崎正弘
- EED：松本通武、青木俊祐
- MA：高田学、新庄正昭
- 選曲：宮川亮、矢﨑裕行、岩崎友香
- 音楽協力：日音
- オープニング：上田結木
- オープニングCG：TANGE FILMS
- 編成：荒井麻理子
- 番宣：樋口真佳
- 再現スチール：得能英司
- CG：丹羽学、南弘紀、工藤理恵
- インターネットモバイル：深井純、石山海太、山口悟
- リサーチ：穐原明美、大作麻利、堀信、瑞原信行
- アシスタントプロデューサー：桜井園子、崎濱かおり、潮見文野、山嵜幸恵、吉峰香美
- チーフディレクター：和田好充、片山亮
- プロデューサー：菅谷敬、別部時彦、大浦剛、佐藤広光
- チーフプロデューサー：黒岩亜純
- 制作協力：TBSビジョン / TBS系列各社
- 製作著作：TBS